# Kristina Från Duvemåla
Kristina från Duvemåla (Kristina de Duvemåla) es un musical sueco que gozó de cierta popularidad en Escandinavia a mediados de los años 90, y fue escrito por Benny Andersson y Björn Ulvaeus.

## Historia
En 1990, Benny Andersson y Björn Ulvaeus se embarcaron en el proyecto más ambicioso de su carrera a la fecha. Sentían fascinación por una serie de novelas del escritor sueco Vilhelm Moberg tituladas Emigrantes. Esos grandes relatos del siglo XIX acerca de los emigrantes que partían hacia América, fueron lo que los inspiraría para su siguiente musical: Kristina från Duvemåla.
La historia se centra en uno de los personajes de Emigrantes: Kristina. Hubieron de transcurrir algunos años hasta que la producción fue anunciada, en 1994, con Lars Rudolffson como guionista y dramaturgo y Robin Wagner como escenógrafo.
Sobresalen sobre todo las magníficas voces de Helen Sjöholm (Kristina) y Peter Jöback (Robert). Una vez más también Anders Eljas, al igual que en Chess, fue el encargado junto con Benny de hacer toda la orquestación y arreglos musicales. 
Kristina från Duvemåla se estrenó en el Malmö Music Theatre (Suecia) el 7 de octubre de 1995, convietiéndose en un éxito instantáneo. Con más de 150 artistas y más de 1 millón de espectadores en corto tiempo, se convirtió en el musical n.º 1 de todos los tiempos en Suecia.
En 2007, llegó a Broadway en una versión más corta -no las 4 horas aproximadas que duró la puesta en escena en Suecia- debido a la adaptación y la métrica clásica de los musicales en el corazón teatral de Nueva York.

## Canciones
Los nombres de las canciones están escritos en sueco, y su traducción al español entre paréntesis.

### Acto I
1. "Prólogo"
2. "Duvemåla hage" (La Cabaña De Duvemåla)
3. "Min lust till dig" (Mi Lujuria Por Ti)
4. "Ut mot ett hav" (Fuera Hacia Un Mar)
5. "Missväxt" (Mala Cosecha)
6. "Nej" (No)
7. "Lilla skara" (Grupo Pequeño)
8. "Aldrig" (Nunca)
9. "Kom till mig alla" (Vengan Todos Hacia Mi)
10. "Vi öppnar alla grindar" (Abrimos Cada Puerta)
11. "Bönder på havet" (Granjeros En El Mar)
12. "Löss" (Canalla)
13. "Stanna" (Quedar)
14. "Begravning till sjöss" (Entierro En El Mar)
15. "A Sunday in Battery Park" (Un Domingo En El Parque Battery)
16. "Hemma" (Hogar)
17. "Från New York till Stillwater" (De Nueva York a Stillwater)
18. "Tänk att män som han kan finnas" (Pensar Que Un Hombre Como El Puede Existir)
19. "Kamfer och lavendel" (Alcanfor Y Lavanda)
20. "Drömmen om guld" (El Sueño De Oro)
21. "Min astrakan" (Mi Astrakan)

### Acto II
1. "Överheten" (Los Superiores)
2. "Ljusa kvällar om våren" (El Birllo De La Noche En Primavera)
3. "Präriens Drottning" (La Reina De La Llanura)
4. "Vildgräs" (Pasto Salvaje)
5. "Jag har förlikat mig till slut" (Me He Resignado Al Fin)
6. "Guldet blev till sand" (El Oro Convertido En Arena)
7. "Wild Cat Money" (Dinero Gato Salvaje)
8. "Ut mot ett hav (repris)" (Fuera Hacia Un Mar (Repetición))
9. "Vill du inte gifta dig med mig?" (¿Te Casarías Conmigo?)
10. "Ett Herrans underverk" (Un Milagro Del Señor)
11. "Down to the Sacred Wave" (Abajo A La Ola Sagrada)
12. "Missfall" (Fracaso)
13. "Du måste finnas" (Tu Tienes Que Estar)
14. "Skördefest" (Fiesta De La Cosecha)
15. "Här har du mig igen" (Aquí Me Tienes De Nuevo)
16. "Red Iron"/"Hjälp mig trösta" (Ironía Roja/Ayúdame A Consolarme)
17. "Var hör vi hemma?" (¿Dónde Estuvimos?)
18. "I gott bevar" (En Buena Compañía)